# Georg Ernst Stahl

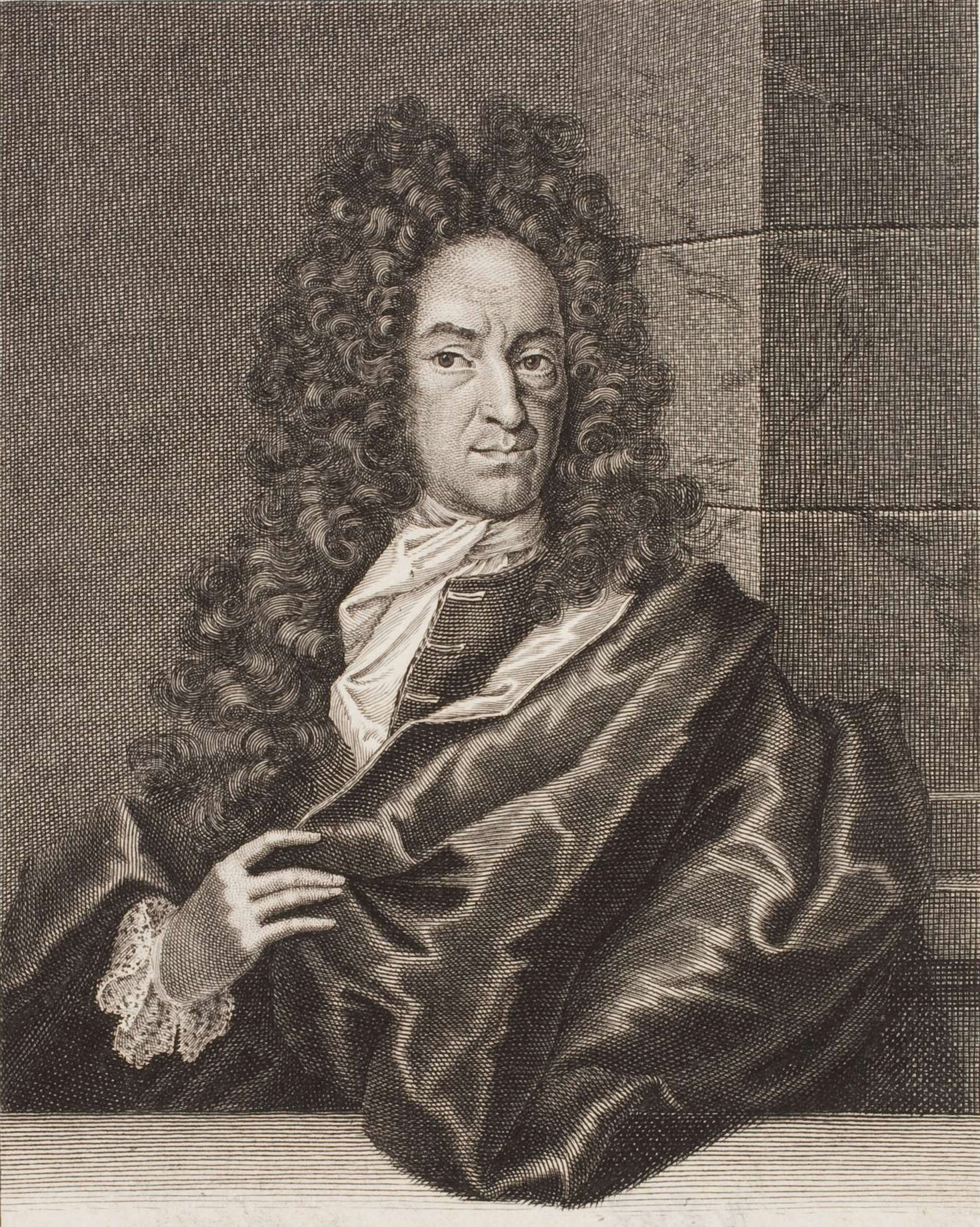
Georg Ernst Stahl

Georg Ernst Stahl (* 21. oder 22. Oktober 1659 in Ansbach; † 14. Mai 1734 in Berlin) war ein deutscher Alchemist, Chemiker, Mediziner, Hof- und Leibarzt sowie Metallurg, der als Professor der Medizinischen Fakultät in Halle (Saale) wirkte. Als Chemiker entwickelte er die Theorie vom hypothetischen „Phlogiston“, als Mediziner war er Vertreter der auch als frühe Form eines psychodynamischen Krankheitskonzepts angesehenen Anima-Lehre.

## Leben und Wirken
Georg Ernst Stahls Großeltern waren Johann Burkhard Meelführer (1603–1637) (Sohn von Johannes Meelführer) und die Pfarrerstochter Anne Margaretha Cöler (andere Schreibweise Köhler) (1607–1652). G. E. Stahls Eltern, miteinander seit dem 28. April 1655 verheiratet, waren Johann Lorenz Stahl (1620–1698), seines Zeichens Hofratssekretär in Ansbach, dann ab 1664 Konsistorialsekretär und 1672 Ehegerichtssekretär (nach anderen Quellen evangelischer Pfarrer) in Ansbach und seine Mutter Marie Sophie Meelführer (1635–1680).
Nach Besuch des Gymnasiums in Ansbach, das damals mit der Mark Brandenburg (als Fürstentum Ansbach) assoziiert war, studierte Stahl ab 1679 in Jena Medizin und Chemie, zusammen mit Friedrich Hoffmann jr. (1660–1742), der ihm später half, einen Ruf für seine Professur in Halle (Saale) zu erlangen. Stahl war ein gottesfürchtiger Mensch und durch den im lutherischen Ansbach vorherrschenden Pietismus geprägt. Er hörte intensiv Vorlesungen von Georg Wolfgang Wedel. Im Jahre 1684 wurde Stahl in Jena promoviert; der Titel seiner Dissertation lautet De intestinis: eorumque morbis ac symptomatis, cognoscendis & curandis. Kurz darauf habilitierte er sich an der Universität Halae Magdeburgicae mit dem Titel Propempticon inaugurale, de fistula lacrymali (1702) und nahm eine Lehrtätigkeit auf.
1687 wurde er Hofarzt des Herzogs Johann Ernst von Sachsen-Weimar und erhielt 1694 eine Stelle als Professor der Medizin an der im Jahr zuvor neu gegründeten Universität Halle. In Halle (Saale) heiratete er 1694 Catharina Margarethe Miculci (1668–1696) aus Zerbst. Sie starb im Wochenbett, das frisch geborene Töchterchen drei Monate später. Seine zweite, ihm 1705 angetraute Frau Barbara Eleonore Tentzel (1686–1706) aus Halle (Saale) ereilte – kaum 20 Jahre alt – das gleiche Schicksal. Beide Schicksalsschläge beeinflussten den Charakter dieses sensiblen Menschen nachhaltig. Gegner nannten ihn deshalb einen Misanthropen, da er sich im gesellschaftlichen Umgang starr und verschlossen gezeigt haben soll. Durch seinen Dogmatismus versammelte er keinen ernstzunehmenden Kreis von Schülern um sich. Als einen seiner bedeutendsten Schüler nennt Stahl den auch durch Albrecht von Haller gerühmten Johann Simon Bauermüller, welcher in Würzburg Garnisonsmedikus sowie Professor für Anatomie und Chirurgie wurde. Ein weiterer in Würzburg tätig gewordener Schüler Stahls war der 1699 in Halle promovierte Anatom Johann Michael Glaschke († 1731). Der Hallenser Mediziner Johann Juncker war einer der eifrigsten Verteidiger von Georg Ernst Stahl. Einen wichtigen Einfluss hatte er auf die Schule von Montpellier.
Im Jahr 1715 wurde Stahl als Leibarzt des Königs von Preußen Friedrich Wilhelm I. berufen und ihm die Position als Präsident des Collegium-Medicum in Berlin angetragen. Dies führte zur Errichtung einer Ausbildungsstätte für Medizin. Am 27. September 1725 erließ Friedrich Wilhelm I., der sogenannte Soldatenkönig, das Allgemeine und neu geschärfte Medicinal-Edict. Den Entwurf zu diesem Edikt hatte Stahl in Zusammenarbeit mit dem brandenburgischen Leibarzt Johann Theodor Eller erstellt. Erstmals wurde damit die Ausbildung der Apotheker gesetzlich geregelt.
Sein umfangreiches Werk – Stahl hinterließ insgesamt fast 240 Publikationen – ist in teilweise unverständlicher Weise formuliert, was, obgleich die deutsche Klinik durch die Stahlsche Schule beeinflusst war, eine weitreichende Rezeption verhinderte.

## Familie
Georg Ernst Stahl war drei Mal verheiratet. Seine erste Ehe schloss er mit Catharina Margaretha Miculcin (± 1668; † 15. Mai 1696 Halle (Saale)). Seine zweite Ehe schloss er am 12. Februar 1705 in Halle (Saale) mit Barbara Eleonora Tentzel (* 27. Mai 1686 in Halle; † 17. April 1706 ebenda), der Tochter des kurfürstlich brandenburgischen Steuerrats in Halle (Saale) Johann Christian Tentzel. Seine dritte Ehe ging er 26. Februar 1711 in Halle (Saale) mit Regina Elisabeth Wesener (* 30. September 1683 in Halle (Saale); † 10. November 1730 ebenda), der Tochter des Stadtarztes in Halle Wolfgang Christoph Wesener (1640–1706), ein.
Von den Kindern kennt man:
- Johann August Stahl (* 9. Dezember 1694 in Halle (Saale))
- Christina Catharina Sophia Stahl (* April 1696 in Halle (Saale); † 17. Juli 1696 ebenda)
- Eleonora Stahl (* 12. April 1706 in Halle (Saale); † 16. Oktober 1708 ebenda)
- Regina Ernestina (* 9. Januar 1712), verheiratet mit Johann August Arends (1702–1747)
- Georg Ernst Stahl der Jüngere (* 6. Mai 1713 in Halle (Saale), † 1772 in Berlin), Arzt in Berlin, verheiratet mit Johanna Elisabeth Schrader (1725–1763), Tochter des Apothekers Johann Christoph Schrader (1683–1744).
- Johann Christoph Stahl (* 10. August 1714 in Halle (Saale))
- Catharina Charlotta Louisa Stahl (1717–1784) verh. 1735 mit Johann Samuel Friedrich von Böhmer (1704–1772) königlich preußischer Hofrat u. Prof. jur. Uni. Halle
- Sophia Rosina Stahl verh. 1740 mit dem Hofkriminalrat und Postrat in Berlin Johann Georg Buchholtz (1714–1771) in Berlin

## Wissenschaftliche Beiträge und Ansichten

### Stahl’sche Chemie
Stahl tritt in seiner Fundamenta chymiae dogmaticae et experimentalis (1723) für eine Trennung einer chymia experimentalis und einer chymia rationalis ein.

„Chymia, alias Alchymia et Spardiricia, est ars corporea vel mixta vel composita vel aggregata etiam in principia sua solvendi aut ex principiis in talia combinandi.“

„Chymie, die auch sonst Alchymia und Spagyrica genannt wird, ist eine Kunst, die gemischten oder zusammengesetzten oder zusammengehäufften (aggregata) Cörper, in ihre Principia zu erlegen, oder aus solchen Principiis zu dergleichen Cörper wieder zusammenfügen.“

Sein Prinzip der genauen Entsprechung von Zerlegung (vergleiche Analytische Chemie) und Zusammensetzung (Synthese) zur chemischen Bestimmung eines chemischen Körpers, stellte einen Fortschritt für die sogenannte chymia experimentalis dar; für Stahl ein Prinzip, dem er konsequent bei seinen Arbeiten folgte.

### Phlogistontheorie
Stahl, der seit dem 25. Juni 1700 der Leopoldina angehörte, war neben Johann Joachim Becher ein Hauptbegründer der Phlogistontheorie, die erst durch Antoine Lavoisier widerlegt und mit der Entdeckung des Sauerstoffs zu Fall gebracht wurde. Außerdem entwickelte Stahl (spekulative) Theorien zu Gärungserscheinungen. Auf chemischem Gebiet leistete er wertvolle Beiträge zu den Verwandtschaftsreihen der Metalle. Ihm gelang es, Essigsäure durch Ausfrieren des Wassers zu konzentrieren. Im Jahre 1723 stellt er Essigsäure erstmals durch die Umsetzung von festen Acetaten mit Schwefelsäure dar. Er entdeckte viele Eigenschaften der Metalle und Metalloxide und ordnete die Säuren nach ihrer Stärke.
Ein bedeutender Beitrag war die Phlogistontheorie, welche die erste umfassende Theorie in der in Entstehung begriffenen Wissenschaft der Chemie darstellte. Obgleich sie den Vorgang der Verbrennung unrichtig interpretierte und dazu führte, dass viele Entdeckungen, unter anderem auch die von Sauerstoff und Stickstoff, falsch interpretiert wurden, fasste sie mit den Begrifflichkeiten ihrer Zeit erstmals eine chemische Umwandlung bzw. einen Redox-Prozess zusammen. Gemessen am damaligen Stand der Erkenntnis und den verfügbaren empirischen Daten war seine Annahme plausibel. Der Begriff des Elements war noch im Entstehen, Stoffe waren noch nicht klar abgegrenzt und unterschieden. Auch war keineswegs klar, dass die Verbrennung die Folge einer chemischen Reaktion zweier Körper ist, bei der Energie frei wird. Aus heutiger Sicht könnte man das Phlogiston daher am ehesten mit solch frei werdender Energie vergleichen (siehe dazu Exotherme Reaktion). Sie wurde schließlich von Antoine Lavoisier widerlegt.
Kern der Stahl’schen Überlegungen sind die drei Prinzipien Salz, Schwefel und Quecksilber. Hierbei bringe Salz die Festigkeit und Schwere eines Körpers hervor, Schwefel stehe für die Farbigkeit, Brennbarkeit sowie Öligkeit und Feuchtigkeit, und Quecksilber endlich ermögliche die Verformbarkeit von Metallen. In der Terminologie von Johann Joachim Becher stehen die drei Prinzipien für verschiedene Stoffe: terra fluida für das Quecksilber (Prinzip der Flüchtigkeit), terra pinguis für den Schwefel (Prinzip der Brennbarkeit) und terra lapidea für das Salz (Prinzip der Festigkeit). Stahl präzisierte und systematisierte diese Vorstellungen, arbeitete sie weiter aus und unternahm experimentelle Prüfungen. Letzteres fehlt bei Johann Joachim Becher völlig. Dem Schwefelprinzip – Farbigkeit, Brennbarkeit, Öligkeit und Feuchtigkeit – kommt in Stahls Überlegungen eine zentrale Bedeutung zu, es wird zum Phlogiston. Stahls Schlussfolgerung war, dass alle brennbaren Körper Phlogiston enthalten würden. Bei der Verbrennung erfolge eine Zerlegung in das flüchtige und entweichende Phlogiston sowie den zurückbleibenden, phlogistonfreien und unbrennbaren Teil, der Asche.
Hinter dieser Aussage steckt eine universelle Annahme über das Phlogiston. Denn alle Verbrennungen von – in moderner Terminologie gesprochen – anorganischen oder organischen chemischen Körpern sind unter der Perspektive der Phlogistonabgabe zu betrachten. So gilt das Rösten in der Metallurgie oder die sogenannte Kalzination von Metallen, in moderner Terminologie Oxidation, als Abgabe von Phlogiston. Beispielsweise ist die Kalzination von metallischem Blei (Pb) zu Bleiglätte (Bleioxid, PbO) identisch zur Verbrennung von Schwefel. In beiden Fällen ist eine (chemische) Zerlegung und Phlogistonfreisetzung zu erwarten. Denn Bleiglätte kann durch Glühen mit Holzkohlepulver wieder zu metallischem Blei zurückverwandelt werden. Dies wird durch das Glühen und das aus dem Holzkohlepulver entweichende Phlogiston erklärt, welches vom Metallkalk (modern Metalloxid) aufgenommen werden kann und dann wieder zu Metall wird.
Stahl hat sich dafür ausgesprochen, neben der Zweckforschung für wirtschaftliche Bereiche auch eine wissenschaftliche Chemie für Grundlagenforschung zu fördern. Stahl definierte Chemie als Wissenschaft: Die Chymie, […] ist eine Kunst, die gemischten, oder zusammengesetzten oder zusammengehauefften Coerper, in ihre principa zu zerlegen, oder aus solchen Principiis zu dergleichen Coerper wieder zusammen zu fuegen.

### Stahls nosologische bzw. pathologische Überlegungen
Stahl hielt die mechanischen Vorstellungen von Herman Boerhaave und die seines Kollegen Friedrich Hoffmanns für ungeeignet, das komplexe Phänomen des menschlichen Lebens zu erklären.
Obgleich auch er eine mechanische Auffassung vom Körper hatte, erklärte er das Körperliche aus einer Mischung von Fasern und Säften, die aber selbst kein Eigenleben hätten, dieses würde von einem höheren Prinzip, der Seele (Anima), geregelt werden.
Im Gegensatz etwa zu Friedrich Hoffmann betont Stahl die Bedeutung der Seele (Anima). Die Seele sei Ursache jedweder Veränderung im Körper. Bindeglied zwischen Körper und Seele sei der Blutkreislauf, der von der Seele in seiner Funktion beeinflusst würde.
Die Animisten lehrten, dass die Seele im Menschen die Funktionen des alltäglichen Lebens regelt, während das Leben der übrigen Tiere einzig von einfachen mechanischen Prinzipien kontrolliert werden würde.
Die Seele, so postulierte er, sei die Quelle aller vitalen Bewegungen und garantiere die Einheit des Körpers; unmittelbare Todesursache sei nicht Krankheit, sondern die direkte Einwirkung der Seele.
Mit der Loslösung der Seele aus dem Körper trete der Tod ein. Die Basis und Ursache von Erkrankungen sei die Plethora. Das Mittel, dessen sich die Seele zur Ausgleichung der Plethora bedient, ist nach Stahl die Blutung. Fieber sei eine Möglichkeit der Seele, schädliche Stoffe zu entfernen. Dies dürfe nach Stahl deshalb auch nicht unterdrückt werden. Konsequent stellte er sich deshalb etwa gegen die Anwendung von Chinarinde.
Durch seine Unterscheidung „sympathetischer“ und „idiopathischer“ Geisteskrankheiten hatte Stahl großen Einfluss auf die Entwicklung der Psychiatrie. Stahl kann als wichtiger Vorläufer der Psychosomatik gelten, sein Konzept des Psychodynamismus nimmt gewissermaßen einige moderne Konzepte vorweg. Wie heute viele Psychologen warnte er vor der Überbewertung rein anatomischer, physikalischer und chemischer Prozesse bei der Krankheitserforschung und -behandlung. Sigmund Freud vorgreifend nahm er ein Unbewusstes an, das stark auf die Bewusstheit und vor allem den Körper einwirke. Die Seele baue den Körper fort, lehrte er. Da alle Bewegungen und Veränderungen ihren Sitz in der Seele hätten, müssten auch alle Krankheiten letztendlich seelischen Ursprungs sein. Krankheiten entstünden aus widersprechenden Willenstendenzen der Seele, die sich nicht auflösen können und demnach in ein Symptom umschlagen müssen, was in Freudscher Tradition auch Karen Horney behauptete.
Als Mediziner vertrat Stahl die Lehre vom psychischen Einfluss (herkömmlich, aber nicht zutreffend als Animismus bezeichnet) und wandte sich damit scharf gegen den Materialismus von Herman Boerhaave und Friedrich Hoffmann. Er erkannte die Nützlichkeit des Fiebers als folgerichtige Abwehr-Reaktion des Körpers auf Infektionen. Er glaubte, durch Herbeiführung künstlicher Widersprüche, Konflikte kathartisch lösen zu können. Die Wahl seiner Mittel erscheint aus heutiger Sicht mitunter grotesk. Dennoch vertrat Stahl, der eine neue Synthese von hippokratischer Empirie und platonisch-aristotelischer Philosophie als Grundlage des kommenden Vitalismus schuf, für seine Zeit erstaunlich moderne Theorien, mit denen er großen Einfluss auf die Weiterentwicklung der medizinische Theorie im Sinne des Vitalismus nahm, so über Montpellier in Frankreich und in Deutschland (so auf David Hieronymus Gaub, Caspar Friedrich Wolff, Kant, Johann Friedrich Blumenbach, Carl Friedrich Kielmeyer und andere). Der neuzeitliche Vitalismus als Lehre von einer Lebenskraft, die allen Organen und Geweben als Lebensprinzip zukommt, wurde anknüpfend an Stahl und Albrecht von Haller von Théophile de Bordeu begründet.

## Medaille (Auswahl Preisträger)

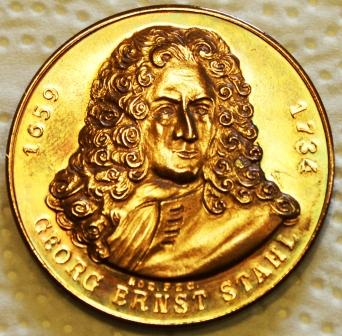
Georg-Ernst-Stahl-Medaille (Vorderseite)

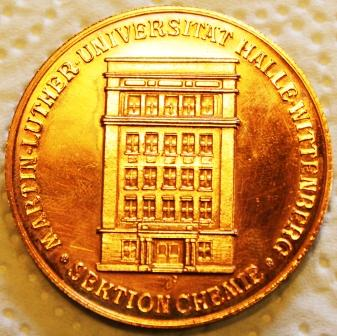
Georg-Ernst-Stahl-Medaille (Rückseite)

Die Georg-Ernst-Stahl-Medaille wurde von der Martin-Luther-Universität Halle-Wittenberg für herausragende Leistungen auf dem Gebiet der Synthesechemie vergeben. Einige Preisträger waren:
- Frank Thalmann (1986)
- Klaus Praefcke (1990)
- Herbert W. Roesky (1990)[26]

Am 2. April 1999 wurde der Asteroid (8154) Stahl nach ihm benannt.

## Schriften
- Bernward Josef Gottlieb (Hrsg.): Georg Ernst Stahl: Über den mannigfaltigen Einfluß von Gemütsbewegungen auf den menschlichen Körper (Halle 1695) / Über die Bedeutung des synergischen Prinzips für die Heilkunde (Halle 1695) / Über den Unterschied zwischen Organismus und Mechanismus (Halle 1714) / Überlegungen zum ärztlichen Hausbesuch (Halle 1703). Leipzig 1961 (= Sudhoffs Klassiker der Medizin. Band 36.)
- Kurtze Untersuchung der Kranckheiten, welche bey dem kindlichen Alter des Menschen fürnemlich vorzukommen pflegen. Leipzig 1718.
- Fundamenta chymiae dogmaticae et experimentalis. Tomi II. Nürnberg 1723, 1732.
- Fundamenta chymico-pharmaceutica. Herrnstadt 1721.
- Medicinae Synopsis. Budingen 1721.
- Ars sanandi cum expectatione, opposita arti curandi nuda experctatione. Paris 1730.
- Pyretologia et sebrium historia et curae. Nürnberg 1732.
- Scripta aliorumque ad ejus mentem differentium serie chronologica, recensuit J. C. Goetze. Nürnberg 1729.
- Collegium casuale sic dictum minus. Schweidnitz 1734.
- Collegium casuale magnum. Leipzig 1733.
- Collegium practicum. Leipzig 1732.
- Wahrhaftiger medicinischer Schlüssel zu der richtigen und gründlichen Erkäntniß aller bein den menschlichen Leibe zugestoßenen Kranckheiten und derselben sichern Curirurg. 2. Teile 24 Stück Leipzig 1724/1725.
- Medicinischer Hauptschlüssel. Leipzig 1729.
- Materia medica, oder Zubereitung, Kraft und Würckung der chymischen Arttzneyen. Dresden 1728.
- Untersuchung der übel curirten und verderbten Kranckheiten. Leipzig 1726.
- Ausführliche Abhandlung von den Zufällen und Kranckheiten des Frauenzimmers, deme beygefügt, was zu einer guten Amme erfordert wird, ingleichen eine völlige Beschreibung des mortuus tonici, nebst einer Vorrede von dem weissen Fluß. Leipzig 1735.
- Neu verbesserte Lehre von den Tempramenten. 2 Bände. Leipzig 1734.
- Gründliche Untersuchung der Kranckheiten welche bey einem jeglichen Alter des Menschen fürnehmlich vorzukommen pflegen. Aus dem Lateinischen übersetzt. Leipzig 1730.
- Gründlicher Bericht Von der Balsamischen, Blut-Reinigend[en], und confortirenden Pillen, Wie auch auf sonderbahres Verlangen, Von des rothen Fluß-Magen- und Stein-Pulvers Zueverläßiger sonderbahren Würckung, und rechtem Gebrauch. Berlin 1734.
- Chirurgischen Schlüssels. 22. Teile, oder Eröffnungen. Leipzig 1727.
- Einleitung zur Chirurgie. Leipzig 1730.
- Gründliche Abhandlung von den Aderlassen. Leipzig 1734.
- Anleitung zur Metallurgie, nebst einer Einleitung zur Grund-Mixtion. Leipzig 1720.
- Observationes clinico-practicae. Leipzig 1726.
- Zymotechnia fundamentalis (1697; deutsch 1734).
- Über den Ursprung der erzführenden Adern.
- Anwendung zur Metallurgie.
- Theoria medica vera. 3 Bände. Halle 1707.
  - Ludwig Choulant (Hrsg.): Theoria medica vera physiologiam et pathologiam […]. 3 Bände. Leipzig 1831–1833 (= Scriptorum classicorum de praxi medica nonnullorum opera collecta. Band 14–16), ins Deutsche übersetzt von Karl Wilhelm Ideler, Berlin 1831–1832.
- Georgii Ernesti Stahlii opusculum chymico-physico-medicum : seu schediasmatum, a pluribus annis variis occasionibus in publicum emissorum nunc quadantenus etiam auctorum et deficientibus passim exemplaribus in unum volumen iam collectorum, fasciculus publicae luci redditus. Orphanotropheum, Halae Magdeburgicae 1715 Digitalisierte Ausgabe der Universitäts- und Landesbibliothek Düsseldorf
- D. George Ernst Stahls Materia medica : d.i. Zubereitung, Krafft und Würckung, derer sonderlich durch chymische Kunst erfundenen Artzneyen. Zimmermann & Gerlach, Dresden 1728 Digitalisierte Ausgabe der Universitäts- und Landesbibliothek Düsseldorf, Ausgabe von 1744
- Experimenta et observationes chemicae. Berlin 1731.
- Praxis Stahliana : das ist Herrn Georg Ernst Stahls, Königl. Preußischen Hof-Rath und Leib-Medici, Collegium practicum, welches theils von ihm privatim in die Feder dictirt, theils von seinen damahligen Auditoribus aus dem Discurs mit besonderem Fleiß nachgeschrieben, nunmehrs aber aus dem Lateinischen ins Deutsche übersetzt. Bey dieser zweyten Aufl. um viel verm. u. verb. von Johann Storchen, alias Hulderigo Pelargo. Eyssel, [Leipzig] [1732]. Digitalisierte Ausgabe der Universitäts- und Landesbibliothek Düsseldorf
- Georgii Ernesti Stahl, Fragmentorum Aetiologiae Physiologico-Chymicae.Jena 1683, Online-Ausgabe der Sächsischen Landesbibliothek – Staats- und Universitätsbibliothek Dresden
- Specimen Becherianum sistens fundamenta, documenta, experimenta. Leipzig 1703.
- Zufällige Gedanken und nützliche Bedenken über den Streit von dem sogenannten Sulphure. Halle 1718.